# Bartolino da Terni
contestabele per anni 40 continui de 400 fanti del Dominio Veneto; visse anni 87, et per anni 40 stete cum uno pasto al giorno e fu sanissimo senza alchuna infirmità nella persona sua et Venitiani hauta Cremona l’anno 1499 gli detero il governo dilla rocha che era la primaria del stato loro; et fu sepolto in Crema, nella gesa di S.ta Trinitade in marmoreo sepolcro […]»
(P. Terni, Historia di Crema, [1557])
Bartolino Terni, o Bartolino da Terno e per il suo aspetto Naso di patata (Terni, 1431 – Crema, 1º luglio 1518), è stato un condottiero italiano.

## Biografia
Bartolino da Terni fu un condottiero sulla cui persona si hanno poche notizie, ma divenne famoso per la sua devozione alla Repubblica di Venezia  che dominava la città di Crema e per la capacità che ebbe di difenderla da bande provenienti da Milano città che era occupata dagli spagnoli e dai francesi.
Il 21 gennaio del 1484 si erano riuniti a Milano i capitani della Lega per valutare come procedere con la guerra contro i veneziani che avanzavano occupando tutti i ducati. Crema si trovava sotto la Dominazione veneta ed era, con Bergamo, il confine più a ovest della repubblica. Nel giugno del medesimo anno un gruppo di milanesi mise sotto assedio la città. Bartolino inventò un sotterfugio per liberarla dall'accerchiamento.

Gli assalitori provocavano con ingiurie e minacce i cremaschi che erano asserragliati oltre porta Ombriano, sperando in una loro uscita per poterli poi attaccare; Bartolino con un gruppo di soldati, riuscì ad uscire dalla città attraverso un passaggio poco noto che conduceva ad un canale, attraversato questo, si ritrovò oltre gli assalitori. Iniziarono quindi i cremaschi a fare un grande rumore dando ai nemici la sensazione di avere alle spalle un grosso esercito, mentre da oltre le mura i cittadini con torce e catenacci finsero di aprire le porte per circondare il gruppo di milanesi che si diede alla fuga. Una cinquantina furono comunque arrestati e liberati solo il giorno successivo.

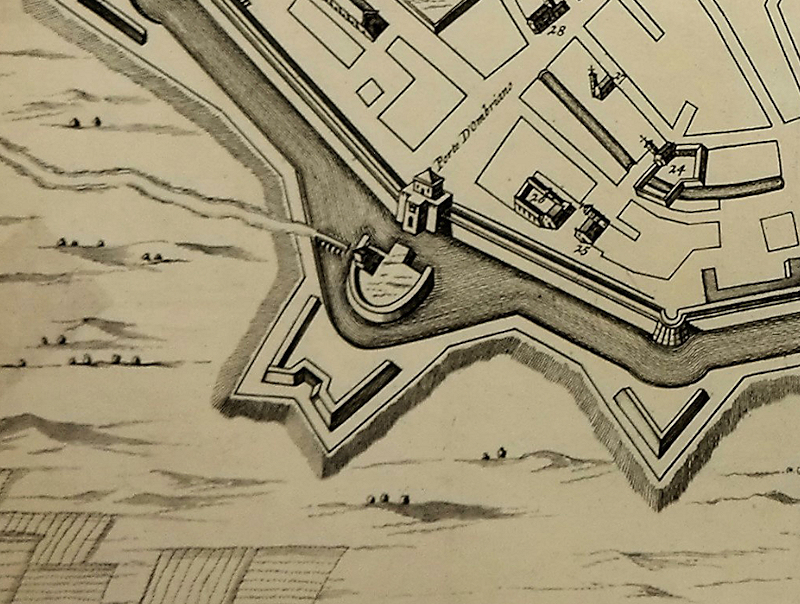
Porta Ombriano nel 1708

Si narra inoltre che la notte del 9 agosto 1488, le mura dei palazzi cittadini e il blasone di Bernardo Barbarigo, podestà uscente, erano state imbrattate di sterco. Il mattino seguente, prima che la luce illuminasse la città, fu visto Bartolino vestito con ricchi abiti da notte, munito di stracci, ripulire il sudiciume.
Nel 1499 fu nominato custode della Rocca di Cremona e nel 1500 ricevette in dono, come ringraziamento dei suoi servigi, un terreno in prossimità della Porta Ombriano, dove edificò un palazzo. Nel 1512 fu invitato a recarsi a Venezia con altri tre rappresentanti cittadini per festeggiare la conquista veneziana della città e per firmare le convenzioni, ma a Verona fu fatto prigioniero, rinchiuso nella fortezza del Castelvecchio e trattenuto per ottantasei giorni fino a quando non fu pagato il riscatto di 400 ducati che gli furono poi risarciti dalla comunità cremasca.
La sua dedizione alla repubblica veneta non fu solo di carattere militare, egli infatti diede 400 ducati di apporto nel 1509 quando la Lega di Cambrai minacciava la repubblica veneta e nel 1513 diede 3000 ducati a Renzo da Ceri, mercenario anche questi a servizio della Serenissima.
Il Bartolino si interessò anche di amministrazione, fu infatti incaricato di trovare un artista per la realizzazione del grande organo da porre nella chiesa di Crema e di ripristinare tutte le decorazioni e i simboli della Repubblica di San Marco che i francesi avevano distrutto.

Poche sono le conoscenze della sua vita privata, ma la figlia Serafina risulta essere tra le trentasei suore presenti nel 1495 nel monastero femminile di Santa Monica fondato da Agostino di Crema
Alla sua morte, avvenuta il 1º luglio 1518, fu incaricato l'artista Lorenzo Bregno per la realizzazione del monumento funebre da porre nella chiesa della Santissima Trinità.
Scriverà di lui Winfred Adelaide detta Ginevara, moglie di Terni de Gregory Taylor che si diceva discendente del condottiero, in un articolo pubblicato negli anni '30 del XX secolo in modo ironico circa il suo aspetto fisico che lo portarono a essere conosciuto con l'appellativo che ben lo identificava: